# John Gostling
Le Révérend John Gostling (1644 - 1733) était un chanteur à voix de basse du XVIIe siècle célèbre pour sa puissance et sa large tessiture.
Il était le chanteur favori du roi Charles II et on l'associe souvent avec la musique du compositeur Henry Purcell.